# Monoplex vespaceus
Monoplex vespaceus is een slakkensoort uit de familie van de Ranellidae. De wetenschappelijke naam van de soort is voor het eerst geldig gepubliceerd in 1822 door Lamarck.